# Edmond Pagès
Edmond Pagès (* 2. Mai 1911 in Boulogne-Billancourt; † 28. Februar 1987 in Dieppe) war ein französischer Radrennfahrer. Er war Radsportprofi von 1936 bis 1946 und gewann eine Etappe der Tour de France 1939.

## Platzierungen
- 1936: Grand Prix Wolber, 4. Platz
- 1936: Tour de France, Platz 38
- 1939: Tour de France, Etappensieg 6b, Etappenzweiter 13, Etappendritter 16a, Gesamtklassement Platz 23
- 1942: Critérium de France – unbesetzte Zone